# Buk Szwedzki
Buk Szwedzki – pomnik przyrody, buk pospolity (zwyczajny) (Fagus sylvatica), rosnący w miejscowości Niwnice w gminie Lwówek Śląski, w powiecie lwóweckim województwa dolnośląskiego. Pomnik znajduje się w lesie na zachód od szosy biegnącej z Gościszowa do Wolbromowa. Szacunkowy wiek drzewa to ok. 300 lat.
Wysokość buku to 34 m. Obwód pnia wynosi 666 cm, a pierśnica mierzy 212 cm. Buk opatrzony jest stosowną tabliczką.